# Station Chryzanów
Station Chryzanów is een laadpunt op 3km van de Poolse plaats Nowosady.